# Ga Hoàn Lão
Ga Hoàn Lão là một nhà ga xe lửa tại thị trấn Hoàn Lão, huyện Bố Trạch, tỉnh Quảng Bình. Nhà ga là một điểm trên tuyến đường sắt Bắc Nam tiếp nối sau ga Thọ Lộc và trước ga Phúc Tự. Lý trình ga: Km 507 + 600.